# Conselho Nacional de Ciência e Tecnologia
O Conselho Nacional de Ciência e Tecnologia (CCT) é um órgão consultivo e de assessoramento do Presidente da República com o objetivo de propor políticas, planos e prioridades para o desenvolvimento científico e tecnológico brasileiro, assim como avaliar a execução da política nacional de Ciência e Tecnologia.

## Histórico
O Conselho foi criado pela medida provisória nº 245, de 12 de outubro de 1990, na estrutura da então Secretaria da Ciência e Tecnologia da Presidência da República. A medida provisória foi convertida na lei nº 8 090, de 13 de novembro de 1990.